# Зайцево (Тотемский район)
Зайцево — деревня в Тотемском районе Вологодской области.
Входит в состав Толшменского сельского поселения, с точки зрения административно-территориального деления — в Маныловский сельсовет.
Расположена на правом берегу реки Сухона. Расстояние до районного центра Тотьмы по автодороге — 75 км, до центра муниципального образования села Никольское по прямой — 22 км. Ближайшие населённые пункты — Осовая и Павловская на другом берегу Сухоны, село Красное выше по течению.
По данным переписи в 2002 году постоянного населения не было.